# Casa Luis Barragán
Casa Luis Barragán, Luis Barragáns hus och studio, är beläget i Tacubaya i Mexico City och var arkitekten Luis Barragáns bostad åren efter andra världskrigets slut. Det uppfördes 1948 och är ett tre våningar högt betonghus på totalt 1 161 m² med en trädgård som återspeglar Barragáns stil under denna period. Idag är huset ett museum. Tunnelbanestationen Constituyentes ligger nära. Byggnaden anses vara ett magnum opus i den moderna arkitekturens design.
Museet ägs och förvaltas idag av Jaliscos delstat och Fundación de Arquitectura Tapatía Luis Barragán (Luis Barragáns arkitekturstiftelse).

## Arkitekturen
Huset ligger på Calle General Francisco Ramírez 12/14 i förorten Tacubaya i Mexico City. Fasaden är i stil med den omgivande bebyggelsen; det var mycket viktigt för Barragán att inte ändra en gatas linjer. Entréhallen är relativt liten för att ge en övergång från den yttre världen till interiören, i vilken Barragán användander starka livfulla färger.
En av de viktigaste inslagen i huset är ljuset. Då Barragán alltid skydde användandet av takljus, ges interiören ljus från små lampor som alltid placerats på bord.
Den magnifika trädgården är ett komplicerat pussel av naturliga korridorer och träd (ett av dem är endast dekorativt och inte alls levande).